# 波兰第二共和国
波兰第二共和国（波蘭語：II Rzeczpospolita），或称战间期波兰，是指第一次世界大战和第二次世界大战期间的波兰政权。其正式国名为波兰共和国（波蘭語：Rzeczpospolita Polska），1918年在第一次世界大战之后重新建立。1939年，波兰遭到纳粹德国、苏联和斯洛伐克共和国的入侵，标志着第二次世界大战欧洲战场的开始。
1938年，波兰第二共和国是欧洲第六大国家。根据1921年的人口普查，居民人数为2,720万。到1939年，也就是第二次世界大战爆发之前，这一数字已经增长到大约3,510万。几乎三分之一的人口为少数民族:13.9%为鲁塞尼亚人，10%为德系犹太人，3.1%为白俄罗斯人，2.3%为德意志人，3.4%为捷克人和立陶宛人。与此同时，相当数量的波兰人居住在该国边境之外。
在经历了几次地区冲突后，1922年国家边界最终确定。当时波兰的邻国是捷克斯洛伐克、德国、但泽、立陶宛、拉脱维亚、罗马尼亚和苏联。它可以通过格丁尼亚市两侧的一条短海岸线到达波罗的海，这条海岸线被称为波兰走廊。1939年3月至8月间，波兰还与当时的匈牙利接壤。第一次世界大战的余波、与邻国的冲突以及德国纳粹主义的出现严重影响了第二共和国的政治状况。
第二共和国保持适度的经济发展。战间期波兰的文化中心——华沙、克拉科夫、波兹南、维尔纽斯和利沃夫——成为欧洲主要城市和国际知名大学和其他高等教育机构的所在地。
两次世界大战期间波兰的政治边界与现代波兰有明显的不同，西部领土更少，东部领土更多。

## 背景
在奥地利帝国、普鲁士帝国和俄罗斯帝国割据了一个多世纪之后，波兰在1917－1918年第一次世界大战结束时重新成为一个主权国家。第一次世界大战的胜利同盟国在1919年6月的凡尔赛条约中确认了波兰的重生。这是1919年巴黎和会最伟大的事件之一。1918年至1921年，新组建的波兰军队发动了一系列边境战争，巩固了波兰的独立。在两次世界大战期间，波兰东一半的领土在1922年通过外交途径得到解决，并得到国际联盟的承认。

## 大事年表
- 1918年10月31日：波兰与從奧匈帝國獨立的西乌克兰人民共和国与乌克兰人民共和国爆发战争。（至1919年）
- 1918年11月11日：德國停戰，波蘭不再是德國的傀儡政權。波兰独立日。
- 1918年12月27日：1918年大波兰起义。（至1919年）
- 1918年：波兰与捷克斯洛伐克爆发边界冲突。（至1939年）
- 1919年1月23日：波兰与捷克斯洛伐克爆发战争。（至1月30日）
- 1919年1月26日：波兰选举。
- 1919年6月28日：凡尔赛条约的签署，使得波兰第二共和国真正成为一个主权国家。
- 1919年：波苏战争（至1921年）：维斯瓦河的奇迹、里加条约的签署。
- 1919年：西里西亚起义。（至1921年）
- 1919年8月：波蘭干預立陶宛內政，在國內企圖發動政變（英语：1919 Polish coup d'état attempt in Lithuania），試圖推翻當時的立陶宛政府成立親波蘭的政府。但在9月被立陶宛發現，政變失败。
- 1919-1920年：波兰与立陶宛爆发战争
- 1920年7月15日：进行土地制度改革。
- 1921年：与法国和罗马尼亚结盟。
- 1921年3月17日：制定三月宪法。
- 1921年3月18日：里加和约的签署。
- 1922年3月24日：吞并维尔纽斯地区（中立陶宛共和國），主權属立陶宛。此舉遭立陶宛控訴波蘭侵略。
- 1922年11月2日：波兰选举。（至11月12日）
- 1922年12月16日：时任总统加布列尔·纳卢托维奇遇刺。
- 1922年12月20日：新总统斯坦尼斯瓦夫·沃伊切霍夫斯基上任。（至1926年5月）
- 1924年：货币改革（波兰兹罗提启用）。
- 1926年5月12日，波兰五月政变，约瑟夫·毕苏斯基独裁政府上台。（至5月14日）
- 1926年12月4日：罗曼·德莫夫斯基成立“大波兰政治集团”（Obóz Wielkiej Polski）。
- 1928年：毕苏斯基开始与无党派阵营合作。
- 1930年11月16日：波兰选举。
- 1932年7月25日：与苏联签署互不侵犯条约。
- 1934年1月26日：与德国签署互不侵犯条约。[8]
- 1935年4月23日：制定四月宪法。
- 1935年5月12日：约瑟夫·毕苏斯基去世。
- 1937年2月2日：政党“民族团结集团”建立。[9]
- 1938年3月：波蘭威脅立陶宛若不重新建交，將會出兵入侵立陶宛。
- 1938年10月：趁慕尼黑協定後捷克斯洛伐克被瓜分，吞并萨奥杰地区、上奥拉瓦地区和亚沃李那地区，原属捷克斯洛伐克。[10]
- 1939年1月2日：罗曼·德莫夫斯基去世。
- 1939年3月31日：受到英国和法国的军事保护。
- 1939年8月23日：一个针对波兰等国家的秘密条约，莫洛托夫—里宾特洛甫条约签订。
- 1939年8月25日：与英国结盟。
- 1939年9月1日：德国入侵波兰，第二次世界大战爆发。（至10月6日）
- 1939年9月17日：苏联入侵波兰。
- 1939年10月6日：波兰战败，第二共和国灭亡。

## 歷史簡介
波蘭第二共和國取代了德国的傀儡政权波兰王国。尽管波兰第二共和国不断地受到来自邻国及国内分裂分子的压力，但是该国一直存在至1939年（持续约20年），该年8月，波兰第二共和国同时受到纳粹德国、苏联和斯洛伐克的入侵並被瓜分，这次入侵行动也是第二次世界大战的开端。同年10月6日，纳粹军队占领波兰，波兰第二共和国灭亡。
第二共和国的边境于1921年确立，1938年10月的面积约389,720平方公里（欧洲第六）。
1931年，第二共和国共有人民3136万，波兰人占68.9%；另外有近三分之一的人口是少數族裔，有些地區的少數族裔甚至占了當地人口的多數，其中乌克兰人占13.9%，犹太人占8.7%，白俄罗斯人占3.1%，德意志人占2.3%，其餘为立陶宛人、俄罗斯人、捷克人等，估计到1939年9月1日之前有3500万人。国外方面，波兰在第一次世界大战末期，与乌克兰（西乌克兰人民共和国与乌克兰人民共和国）、捷克斯洛伐克、立陶宛和苏联（波苏战争）都发生过战争；国内方面，发生过大波兰起义（1918年－1919年）和西里西亚起义（1919－1921）。
尽管波兰第二共和国的沿海城市十分的少，但是该国仍保持发展缓慢但稳定的经济。两次世界大战后，华沙、克拉科夫、波兹南、利沃夫和维尔纽斯都是拥有高度经济和教育水平的欧洲大城市。1939年时，波兰已是“欧洲大国”之一。尽管如此，波兰第二共和国的经济水平与目前的波兰第三共和国相比要低得多（据估计，在1929年波兰的国民生产总值（GDP）为50－60亿美元，而在2007年，这个数字已经到达约422亿美元）。2007年波兰在国际贸易份值中占1.1%，而在1937年是0.8%。

## 政治
波蘭人口中有一大部分是農民，因此土地改革對非共產黨的左派政黨來說是重中之重，政府在1925年採取措施對土地大幅重分配(但給予大地主補償)，卻引起右翼政黨反對土改。1921年通過的民主憲制以法國第三共和為榜樣，造就相似的軟弱政府和兩院制議會中尾大不掉、四分五裂的下院，各種政黨競相爭奪影響力，主要有少數族裔聯盟、保守的國家民主黨、農民黨與社會黨，政府頻繁地換屆造成不穩定也使國家的政治方向模糊難辨。政府為遏制惡性通貨膨脹採取緊縮措施，1925年發行不久的新貨幣遭遇巨大壓力甚至導致政府垮台，未能得到鞏固的民主從未成為民眾普遍接受的政治制度，導致波蘭數次瀕臨內戰或軍事暴動。

## 民族

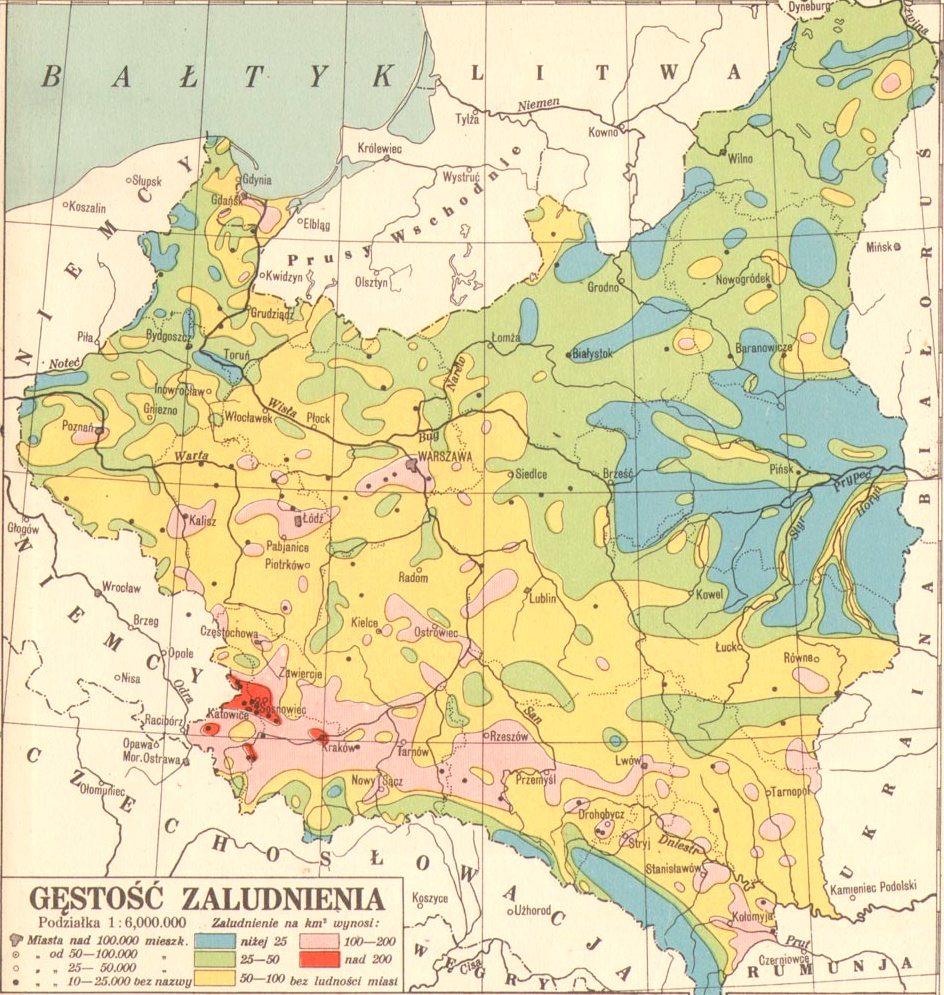
波兰第二共和国时期人口分布

此阶段的波兰是一个典型的多民族国家，其东部有大量乌克兰和白俄罗斯等民族，首都华沙还有犹太人聚居区。里加和约后波兰获得了西白俄罗斯和西乌克兰，波兰人不但无意解决乌克兰的土地问题，反而通过迁入人口、加强行政管制，使自己显得格外的“殖民主义”。与此同时，乌克兰人在合法政治中也被边缘化。尽管有三分之一的波兰公民是少数民族，“但是没有任何少数民族代表在波兰政府中担任过部长（连地区和地方长官都没有）。造成双方冲突不断，二战后该地划归苏联，波兰裔居民整体迁往新获得的西部领土。